# Rosalyn Tureck
Rosalyn Tureck (Chicago, 14 dicembre 1913 – New York, 17 luglio 2003) è stata una pianista e clavicembalista statunitense.
Tureck, pur essendo un'assoluta specialista della musica di Johann Sebastian Bach, possedeva tuttavia un vasto repertorio che comprendeva opere di compositori quali Ludwig van Beethoven, Johannes Brahms, Fryderyk Chopin e anche autori moderni come David Diamond, Luigi Dallapiccola e William Schuman. La Sonata per pianoforte N. 1 di Diamond è stata scritta dal compositore, proprio su ispirazione del modo di suonare della Tureck.
Aveva studiato alla Juilliard School di New York, dove uno dei suoi insegnanti era stato Leon Theremin. Il debutto avvenne al Carnegie Hall, dove suonò il theremin, uno strumento musicale elettronico.
Per un periodo seguì le orme di Wanda Landowska suonando Bach al clavicembalo, in seguito però tornò al pianoforte e la maggior parte delle sue ultime incisioni è per tale strumento. È stata nominata membro onorario del St Hilda's College, a Oxford.
Fra gli allievi che più hanno seguito la sua impronta musicale ricordiamo Leonardo Leonardi, Ramin Bahrami, Gianfranco Pappalardo Fiumara, Pietro Rattalino.   
Morì a New York nel 2003 all'età di 89 anni.